# Anuthatantrum
Anuthatantrum è il secondo album in studio della rapper statunitense Da Brat, pubblicato nel 1996.

## Tracce
1. Anuthatantrum
2. My Beliefs
3. Sittin' on Top of the World
4. Let's All Get High (con Krayzie Bone)
5. Westside Interlude
6. Just a Little Bit More
7. Keepin' It Live
8. Ghetto Love (con Tionne "T-Boz" Watkins)
9. Lyrical Molestation
10. Live It Up
11. Make It Happen